# Butchered at Birth
Butchered at Birth is het tweede album van Cannibal Corpse, dat in 1991 is uitgekomen. Het album was verboden in Duitsland tot juni 2006 vanwege de albumhoes, waarop een pas bevallen moeder wordt vermoord door een zombie, terwijl een andere zombie de pasgeboren baby vasthoudt. Op juni 2006 werd de hoes vervangen door een zwarte hoes, waarop het skelet van een baby staat. De eerste persingen van deze cd waren gewikkeld in wit slagerpapier, waarop de bandnaam en albumtitel in rode inkt waren gedrukt.

## Tracklist
1. "Meat Hook Sodomy" - 5:47
2. "Gutted" - 3:15
3. "Living Dissection" - 3:59
4. "Under The Rotted Flesh" - 5:04
5. "Covered With Sores" - 3:15
6. "Vomit The Soul" - 4:29 (met Deicide zanger Glen Benton als achtergrondzanger)
7. "Butchered At Birth" - 2:44
8. "Rancid Amputation" - 3:16
9. "Innards Decay" - 4:38
10. "Covered With Sores (live)" (bonus track op de geremasterde versie) - 3:59

## Leden
- Chris Barnes: Vocals
- Bob Rusay: gitaar
- Jack Owen: gitaar
- Alex Webster: Basgitaar
- Paul Mazurkiewicz: Drums